# Brian J. Smith
Brian J. Smith (* 12. října 1981) je americký herec, který je znám zejména svou rolí Treye ve filmu Hate Crime (2006). V roce 2009 byl obsazen do role Mathewa Scotta ve sci-fi seriálu Hvězdná brána: Hluboký vesmír a roku 2015 si zahrál jednu z ústředních postav seriálu Sense8.

## Životopis
Po studiu na Collin County Community College v texaském Planu Smith absolvoval čtyři roky na dramatické škole Juilliard School v New Yorku. V roce 2005 dostal roli Treye ve filmu Hate Crime – gaye čelícího nesnášenlivosti fundamentalistického kazatelova syna. Smith také hrál v dalších dvou nezávislých filmech, Red Hook a War Boys. V roce 2009 byl obsazen do hlavní role poručíka Matthewa Scotta v televizním sci-fi seriálu Hvězdná brána: Hluboký vesmír.

## Filmografie
- Hate Crime (2005) – Trey McCoy
- Hvězdná brána: Hluboký vesmír (2009) – poručík Matthew Scott
- The War Boys (2009) – George
- Red Hook (2009) – Chappy
- Sense8 (2015) – Will Gorski